# HD40652
HD40652 — хімічно пекулярна зоря спектрального класу
A0 й має видиму зоряну величину в смузі V приблизно  8,1.

## Пекулярний хімічний вміст
Зоряна атмосфера HD40652 має підвищений вміст 
Si
.